# Ji Han-sol
Ji Han-sol (hangul: 지한솔; hanja: 池韓率; nascido em 21 de novembro de 1994) é um cantor, dançarino e modelo sul-coreano. Em 2012 se juntou a SM Entertainment após uma audição bem-sucedida no SM Casting System, por sugestão de Jonghyun, sendo anteriormente um trainee da KeyEast. Tornou-se conhecido por ter feito parte do grupo de treinamento SM Rookies de dezembro de 2013 à outubro de 2017. Como parte do SM Rookies foi apresentado como um dos possíveis membros do NCT, chegando a estrelar o primeiro reality show do grupo, intitulado NCT Life in Bangkok.
Participou do programa de sobrevivência The Unit (2017–18), onde terminou em 6º lugar no episódio final, fazendo parte do grupo projeto UNB. Han-sol se destacou por suas grandes habilidades de dança e foi membro de todos os grupos vencedores em cada missão do programa.

## Carreira
Han-sol foi introduzido como parte do grupo de treinamento de pré-estreia SM Rookies, da SM Entertainment, no início de dezembro de 2013. Em julho de 2014, estrelou o vídeo musical da canção "Shine" de J-Min. De agosto à outubro de 2014, apareceu no programa EXO 90:2014. Em abril de 2016, apareceu no reality show NCT Life in Bangkok. Apareceu no vídeo musical de "Switch" do NCT 127, lançado em dezembro de 2016.
De 25 à 27 de agosto de 2017, trabalhou com Taemin em sua turnê, Off-sick, como um de seus dançarinos. Em setembro, apareceu no vídeo musical da canção "I Need U (需要你)" de Lay. Em 1 de outubro de 2017, foi confirmada a sua participação no show de sobrevivência da KBS The Unit: Idol Rebooting Project. Além disso, ele confirmou ter assinado um contrato exclusivo com a J-FLO Entertainment, deixando de ser membro do SM Rookies e consequentemente um artista da SM Entertainment. O programa com estreia prevista para 28 de outubro com um total de 14 episódios, tendo objetivo de dar uma chance aos ídolos que estrearam, mas não conquistaram o estrelato. Em 13 de outubro, antes da estreia do programa, foi lançado o vídeo musical da canção "마이턴 (My Turn)" interpretada por seus 126 concorrentes iniciais. Dias depois foi lançado o vídeo musical da canção "빛 (Last One)", interpretada apenas pelos participantes masculinos do programa. Sua primeira aparição no programa ocorreu no terceiro episódio interpretando "Goodbye" de Taemin. Após sua apresentação Taemin o elogiou dizendo: "Eu acho que você deu mais paixão do que o 100% que você costuma dar. Eu gosto do estilo e da vibração que você tem. Seria bom se você desenvolver esses pontos." Ainda em novembro de 2017, foi apresentado como membro do grupo Newkidd integrando a subunidade Lemme Spoil U. Em 30 de novembro a primeira subunidade do grupo lançou a canção de pré-esteia "Will You Be Ma" que descreve um amor unilateral.
Em janeiro de 2018, lançou a canção "All Day" como parte do grupo Hoonnam's, formado para a quarta missão do The Uni+. O grupo representando o Yellow Team teve a oportunidade de gravar um vídeo musical como um benefício de vencedor da missão. O Hoonnam's apresentou a canção no Music Bank em 19 de janeiro. No último episódio do The Uni+, exibido em 10 de fevereiro de 2018, Han-sol se classificou na 6ª posição com 78,504 votos, se tornando um dos nove membros masculinos finais do programa que compõem o grupo projeto UNB. A estreia do grupo ocorreu em 7 de abril de 2018, com o lançamento do extended play Boyhood, estreando na #7 posição no Gaon Album Chart. Ainda em abril apareceu no vídeo musical da canção "Thirst" de Mad Clown e Ailee. O grupo UNB encerrou suas atividades em 27 de janeiro de 2019.
Em 25 de abril de 2019, Han-sol estreou oficialmente como membro do grupo Newkidd com o lançamento do single álbum autointitulado, juntamente com o lead single "Tu eres".

## Endossos
Em novembro de 2017, Han-sol se tornou modelo da marca de cosméticos "Keep Cool". Um representante da marca afirmou: "Han-sol com sua esplêndida dança e performance no "The Unit" conquistou um fandom jovem, e também se encaixa perfeitamente com a "Keep Cool", que rapidamente se tornará uma marca global".

## Vida pessoal
Durante uma entrevista em julho de 2018, Han-sol citou o grupo TVXQ como uma de suas maiores influências. Ainda durante a entrevista ele falou sobre seu período de trainee da SM. "Não me arrependo do fato de não ter estreado lá, mas lamento não poder estrear com os amigos com os quais treinei", respondeu Han-sol.

## Filmografia
| Título                           | Ano     | Rede          | Notas                 |
| -------------------------------- | ------- | ------------- | --------------------- |
| EXO 90:2014                      | 2014    | Mnet          | Recorrente            |
| NCT Life in Bangkok              | 2016    | Naver TV Cast | Recorrente            |
| The Unit: Idol Rebooting Project | 2017–18 | KBS2          | Competidor (6º lugar) |

| Título              | Ano  | Papel     | Notas |
| ------------------- | ---- | --------- | ----- |
| Love After School 2 | 2018 | Ele mesmo | Cameo |

## Discografia
| Título                                             | Ano              | Álbum                 |
| Outras aparições                                   | Outras aparições | Outras aparições      |
| -------------------------------------------------- | ---------------- | --------------------- |
| "My Turn" (마이턴) (com Vários Artistas)           | 2017             | Lançamentos sem álbum |
| "Last One" (빛) (com Vários Artistas)              | 2017             | Lançamentos sem álbum |
| "All Day" (como parte do Hoonnam's)                | 2018             | THE UNI+ B STEP 1     |
| "Dancing With The Devil" (como parte do Team Plus) | 2018             | THE UNI+ FINAL        |
| "Present" (com Vários Artistas)                    | 2018             | THE UNI+ FINAL        |

### Composições
| Canção               | Ano  | Álbum   | Artista | Letra     | Letra             |
| Canção               | Ano  | Álbum   | Artista | Creditado | Com               |
| -------------------- | ---- | ------- | ------- | --------- | ----------------- |
| "Rebooting" (믿어줘) | 2018 | Boyhood | UNB     | Sim       | Diallo UNB [ 41 ] |
| "Ride with me"       | 2018 | Boyhood | UNB     | Sim       | UNB               |

### Vídeos musicais
| Aparições em vídeos musicais | Aparições em vídeos musicais | Aparições em vídeos musicais | Aparições em vídeos musicais | Aparições em vídeos musicais |
| Canção                       | Ano                          | Artista(s)                   | Notas                        |                              |
| ---------------------------- | ---------------------------- | ---------------------------- | ---------------------------- | ---------------------------- |
| "Shine"                      | 2014                         | J-Min Titan                  |                              |                              |
| "Switch"                     | 2016                         | NCT 127 feat. SR15B          | Como parte do SM Rookies     |                              |
| "I Need U" (需要你)          | 2017                         | Lay                          |                              |                              |
| "Thirst" (갈증)              | 2018                         | Mad Clown Ailee              |                              |                              |
| Outras aparições             |                              |                              |                              |                              |
| "My Turn" (마이턴)           | 2017                         | Vários                       | Como parte do The Uni+       |                              |
| "Last One" (빛)              | 2017                         | Vários                       | Como parte do The Uni+       |                              |
| "All Day"                    | 2018                         | Vários                       | Como parte do The Uni+       |                              |